# Quando Um Não Quer...
Quando Um Não Quer... (estilizado como QUAN_DO UM NÃO QUER [32min 9 track]) é o álbum de estreia do cantor e guitarrista brasileiro Martin, lançado apenas em formato digital em 10 de março de 2015 pela gravadora Deckdisc.

## Antecedentes e gravação
O disco tem faixas gravadas em momentos diferentes; algumas datam de 2010, outras já existiam quando o álbum Dezenove Vezes Amor, em parceria com Duda Machado, foi gravado, e outras surgiram durante o processo de gravação de Quando Um Não Quer....
“Linda” e “Sun” foram compostas em 2009 no home estúdio de Machado. “Outra História” é de 2006, quando Mendonça comprou um gravador portátil e teve seu primeiro contato com uma plataforma de gravação. Foi primeira vez que ele fez compôs e cantou uma música. “Algum Lugar” surgiu durante a turnê do álbum Dezenove Vezes Amor. “Coisas Boas” é uma composição de Fábio Cascadura e Ricardo Alves e foi apresentada a Mendonça em 2003. O guitarrista gostou da música, e como a banda que Fábio integrava também não gravou, ele decidiu gravá-la. “Caos” apareceu na turnê do projeto Martin & Eduardo. O trabalho participação de diversos artistas nos vocais, entre eles Chuck Hipólitho, Pitty, Lira, Fábio Cascadura, Jajá Cardoso e Leo Cavalcanti.

## Singles
O primeiro single é a faixa "Coisas Boas", assinada por Fábio Cascadura – que foi parceiro de Martin na banda Cascadura – e Ricardo Alves. O single foi lançado em 28 de janeiro de 2015 no canal oficial da gravadora no YouTube.
Seguindo com a promoção do álbum, Martin escolheu a canção "Mesmo", com a participação especial da cantora Pitty e do cantor Lira, como segunda música de trabalho. O single foi lançado em 12 de fevereiro de 2015, também disponibilizada no canal oficial da gravadora no YouTube.

## Faixas
| N.º | Título                               | Compositor(es)  | Duração |  |
| 1.  | "Linda"                              | Martin Mendonça | 3:18    |  |
| 2.  | "Outra História"                     | Martin          | 2:58    |  |
| 3.  | "Algum Lugar (feat. Leo Cavalcanti)" | Martin          | 4:58    |  |
| 4.  | "O Fim"                              | Martin          | 4:11    |  |
| 5.  | "Mesmo (feat. Lira & Pitty)"         | Martin          | 3:26    |  |
| 6.  | "Coisas Boas (feat. Chuck Hipólito)" | Fábio Cascadura | 2:44    |  |
| 7.  | "Sun (feat. Fábio Cascadura)"        | Martin          | 2:57    |  |
| 8.  | "Caos (feat. Jajá Cardoso)"          | Martin          | 5:09    |  |
| 9.  | "Rotina"                             | Martin          | 2:17    |  |

## Histórico de lançamento
| País   | Data                | Formato                  | Gravadora |
| ------ | ------------------- | ------------------------ | --------- |
| Brasil | 10 de Março de 2014 | Download digital, iTunes | Deckdisc  |